# Сопов (Ивано-Франковская область)
Сопов (укр. Сопів) — село в Печенежинской поселковой общине Коломыйского района Ивано-Франковской области Украины.
Население по переписи 2001 года составляло 2552 человека. Занимает площадь 16,66 км². Почтовый индекс — 78217. Телефонный код — 03433.